# 鄭定國
鄭定國 （1949年9月25日—），浙江永嘉人，出生於浙江省定海縣干纜鎮。淡江大學中文系畢業後入中國文化大學中國文學研究所進修碩士。1989年獲博士學位即以投身教育事業為榮，先後任教於逢甲大學、雲林科技大學、明道大學、南華大學等校，2014年自南華大學文學系教授兼臺灣文學研究中心主任退休。研究領域為臺灣文學、宋詩學。是為開拓臺灣區域文學先驅，注入臺灣文學發展新頁不遺餘力，且具振衰起蔽的深遠影響。

## 專長
- 台灣地方文學
- 集郵、郵史學
- 金石篆刻研究

## 著作
- 王十朋及其詩研究
- 黃篆草堂詩鈔
- 周禮夏官的軍禮思想
- 飛花如雪-繽紛的雲林古典詩歌
- 雲林文學的古典與現代
- 林友笛詩文集
- 張立卿詩草
- 雲林文學的古典與現代續編
- 邵雍及其詩學研究
- 雲林雜念簿
- 王東燁槐庭詩草
- 陳延年雪杏軒吟草
- 日治時期雲林縣的古典詩家
- 日治時期雲林縣的古典詩家續編
- 日治時期雲林縣的古典詩家三編

## 期刊論文
- 〈王梅溪十朋先生的著作〉，《溫州會刊》第3卷第4期，1987。
- 〈小重山〉當年，《國文天地》4卷2期，1988年。
- 〈南宋詩人王十朋的創作背景和文學觀念上〉，《孔孟月刊》28卷2期，1989年。
- 〈南宋詩人王十朋的創作背景和文學觀念下〉，《孔孟月刊》28卷3期，1989年。
- 〈金石賞析之一-文彭〉，《省立美術館館訊》第20期，1990年。
- 〈金石賞析之二-丁敬〉，《省立美術館館訊》第21期，1990年。
- 〈邵雍擊壤集詩數考〉，《孔孟月刊》第31卷，第11期，1992年。
- 〈王十朋詩的欣賞〉，《雲林技術學院雲聲月刊》第5期，1992年。
- 〈從蟠龍封看清末對南非、歐、美、日諸國的郵路〉，《嘉義郵刊》第14期，1994年。
- 〈從巖寺戳談到寺廟郵務〉，《今日郵政》第440期，1994年。
- 〈郵品中的歷史人物-關於董作賓〉，《中國郵史研究》第1期，1995年。
- 〈談南京車站這枚火車站郵戳〉，《台灣郵訊》第3期，1995年。
- 〈分析38年汕頭寄台北金圓封〉，《苗栗郵訊》第43期，1995年。
- 〈台灣郵戳之機械小圓戳研究(1974~1992) 〉，《台南成功郵刊》第1553期，1998年。
- 〈談邵雍詩－以春遊詩一首為例〉，《文理通識學術論壇》第1期，1999年。
- 〈邵雍詩寫竹意象之探討〉，《科技學刊》第8卷第2期， 1999年。
- 〈邵雍「擊壤集」命名之探討〉，《鵝湖》第25卷第1期， 1999年。
- 〈金石刀筆的趣味〉，《臺灣月刊》203期，1999年。
- 〈宋詩地位的昇沈〉，《文理通識學術論壇》第4期，2000年。
- 〈中山棲一版五分票和一角原齒孔和版號研究〉，《台灣集郵季刊》第8期，2001年。
- 〈光復初期台北郵局大圓雙圈郵資已付橡皮戳〉，《台灣集郵季刊》第9期，2002年。
- 〈台灣文學現代化和海峽兩岸和合化的省思〉，「第三屆海峽兩岸中華傳統文化與現代化研討會」，中國葉聖陶研究會主辦，2005年。
- 〈在地言宣在地書寫－談台灣區域文學〉，《文訊》261期， 2007年。
- 〈海峽兩岸古典文學的移動－從清末雲林秀才江藻如書寫台灣、福建兩地談起〉，「2008兩岸政經文教學術研討會」論文集，2008年。
- 〈日治時期的郵史及稅史概說〉，《郵林》第一期， 2009年。
- 〈明治時期台灣印花稅票的研究〉，《郵林》第一期， 2009年。
- 〈全面入境—談黃永武《中國詩學》鑑賞篇〉，「2010 黃永武 先生學術研討會」，南華大學主辦，2010年。

## 外部連結
- 南華大學台灣文學研究中心 （页面存档备份，存于）
- 鄭定國著作 誠品網路書局 （页面存档备份，存于）
- 國家圖書館 期刊文獻資訊網 鄭定國 （页面存档备份，存于）
- 臺灣碩博士論文知識加值系統 鄭定國 （页面存档备份，存于）
- 臺灣雅石文史工作室 百冊雲林文學史 鄭定國書寫 （页面存档备份，存于）